# A Boy Called Hate
A Boy Called Hate è un film del 1995 diretto da Mitch Marcus, interpretato da Scott e James Caan.

## Curiosità
In questo film James Caan recita insieme al figlio Scott proprio nei ruoli padre-figlio.